# Frederik Hendrik Oranžský
Frederik Hendrik (29. ledna 1584 Delft – 14. března 1647 den Haag) byl kníže oranžský a v letech 1625–1647 místodržitel Hollandu, Zeelandu, Utrechtu, Gelderlandu a Overijsselu.

## Původ
Frederik Hendrik se narodil jako mladší syn Viléma I. Oranžského šest měsíců před tím, než byl jeho otec zavražděn (10. července 1584). Jeho matka Luisa de Coligny, dcera slavného hugenotského admirála de Colignyho, byla Vilémovou čtvrtou ženou.

## Vláda
Stejně jako jeho starší bratr Mořic Oranžský (polorodý bratr z druhého manželství Viléma I. s Annou Saskou) byl Frederik Hendrik podroben vojenské výchově a stejně jako on byl jedním z nejlepších generálů své doby. Po Mořicově smrti v roce 1625 zdědil všechny tituly a hodnosti svého otce, tzn. se stal místodržícím Spojených provincií nizozemských (Hollandu, Zeelandu, Utrechtu, Gelderlandu a Overijsselu).
Frederik Hendrik však nebyl jen vynikajícím generálem, ale i znamenitým politikem. 22 let byl hlavou vlády Sjednocených provincií a v té době stát zažíval léta rozkvětu; dodnes je toto období nazýváno zlatým věkem republiky. Spadají sem velká vojenská vítězství, námořní výboje i expanze obchodu, stejně jako rozvoj literatury a umění.
Nejvýznamnějšími Frederikovými vítězstvími bylo obléhání a dobytí 's-Hertogenbosch (1629), Maastrichtu (1632), Bredy (1637), Sas van Gentu (1644) a Hulstu (1645). Zpočátku usiloval o vytvoření spolku s Francií proti Španělsku, později však se Španělskem uzavřel mír, pro Sjednocené provincie mimořádně výhodný, který měl být stvrzen ujednáním z Münsteru.
Opíraje se o svá vítězství a náboženskou toleranci, snažil se o centralizaci vlády Sjednocených provincií. Od roku 1636 řídil zahraniční záležitosti země prostřednictvím Tajné rady, komise vzešlé z generálních stavů. Usiloval o přeměnu své země v monarchii řízenou svou rodinou, ale setkal se s jejich zarputilým odporem.

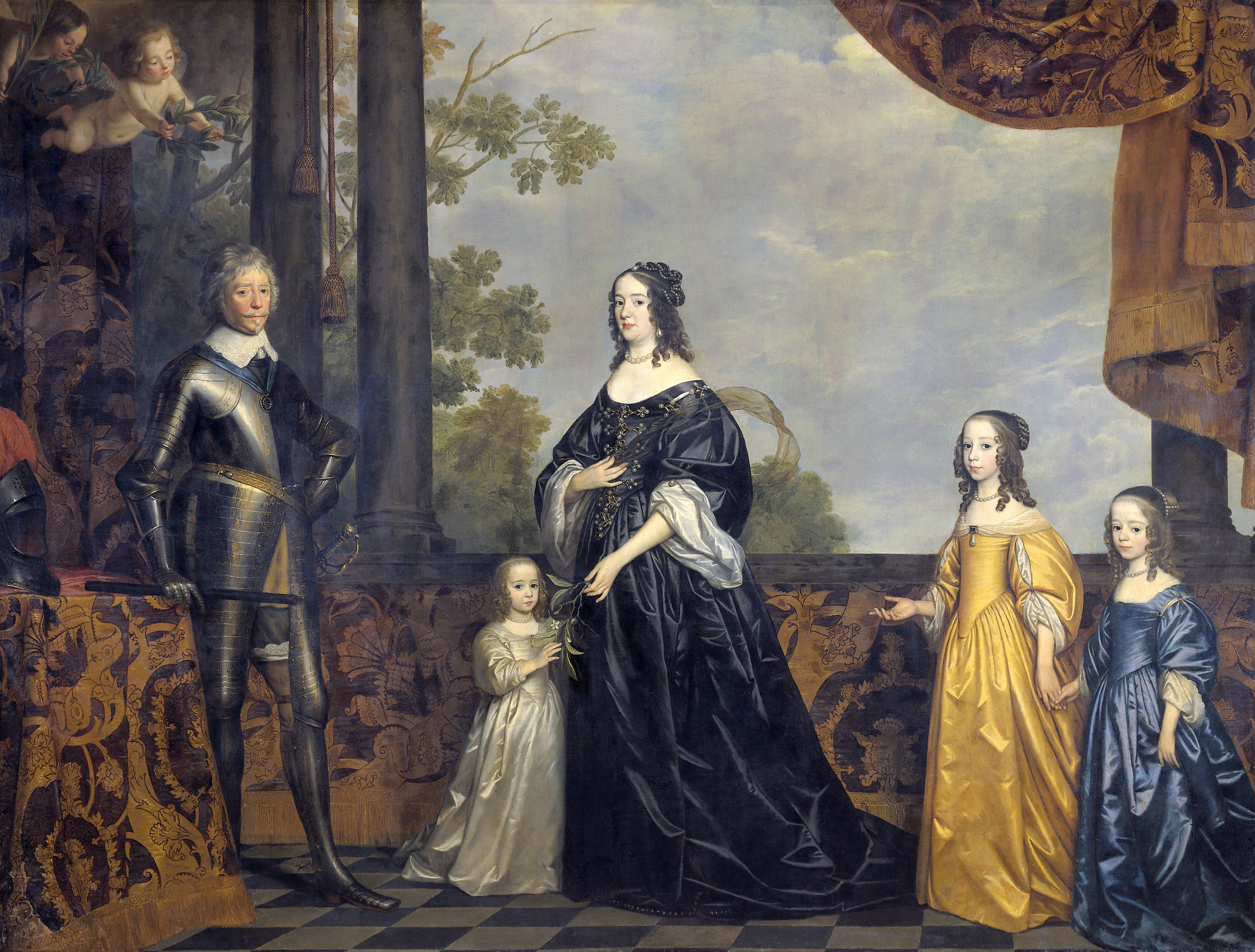
Frederik Hendrik Oranžský s rodinou

## Manželství a potomci
Frederik Henrik se 4. dubna roku 1625 oženil s Amálií zu Solms-Braunfels, dvorní dámou manželky „zimního krále“ Fridricha Falckého Alžběty Stuartovny. Z jejich manželství vzešlo devět dětí, kromě nejstaršího a předposledního syna samé dcery; tři z nich zemřely jako nemluvňata a další v deseti letech věku:
- Vilém II. Oranžský (27. května 1626 – 6. listopadu 1650), oranžsko-nasavský kníže, místodržitel Spojených provincií nizozemských, ⚭ 1641 Marie Henrietta Stuartovna (4. listopadu 1631 – 24. prosince 1660), Princess Royal – jejich syn Vilém III. se stal králem Anglie, Skotska a Irska
- Luisa Henrietta (7. prosince 1627 – 18. června 1667), ⚭ 1646 Fridrich Vilém I. (16. února 1620 – 9. května 1688), braniborský markrabě – jejich syn Fridrich založil pruskou královskou dynastii
- Henrietta Amálie (*/† 1628)
- Alžběta (*/† 1630)
- Alžběta Šarlota (1632–1642)
- Albertina Agnes (9. dubna 1634 – 26. května 1696), ⚭ 1652 Vilém Frederik Nasavsko-Dietzský (7. srpna 1613 – 31. října 1664), hrabě nasavsko-dietzský a místodržitel Fríska, Drentska a Groningenu
- Henrietta Kateřina (10. února 1637 – 3. listopadu 1708), ⚭ 1659 Jan Jiří II. Anhaltsko-Desavský (17. listopadu 1627 – 7. srpna 1693)
  - společný vnuk Albertiny a Henrietty Jan Vilém Friso byl zakladatelem dodnes vládnoucí linie nizozemských místodržitelů a králů
- Hendrik Ludvík (*/† 1639)
- Marie (5. září 1642 – 20. března 1688), ⚭ 1666 falckrabě Ludwig Heinrich von Simmern (11. října 1640 – 3. ledna 1674)

Kromě těchto dětí z manželského lože měl syna z levého boku jménem Frederick Nassau de Zuylenstein (1608–1672) s Markétou Kateřinou Bruyns (1595–1625), který se narodil ještě před uzavřením Frederikova manželství s Amálií; toho chtěl v zájmu zachování dynastie Mořic legitimizovat, pokud by se Frederik Hendrik neoženil a neměl legitimní potomky.

## Smrt
Po své smrti (14. března 1647) byl Frederik Hendrik pochován s velkou pompou po boku ostatků svého otce a bratra v Nieuwe Kerku v Delft, místě posledního odpočinku nizozemských panovníků. Smlouva z Münsteru, zakončující dlouholetý konflikt mezi Holanďany a Španěly, zůstala nepodepsaná do 30. ledna příštího roku 1648. Nemoc a smrt místodržitele značně podpis smlouvy opozdily a jeho syn odmítl její podpis, zahájiv vyjednávání s Francií.